# جریان گینه

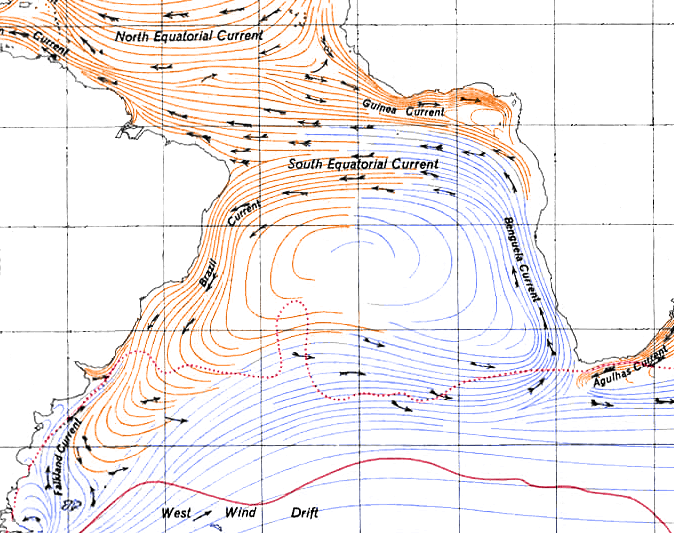
چرخاب اقیانوس اطلس جنوبی

جریان گینه (انگلیسی: Guinea Current) جریان اقیانوسی گرم و آرامی است که در امتداد ساحل گینه در آفریقای غربی به سمت شرق جریان دارد. این جریان شباهت‌هایی با پادجریان استوایی در اقیانوس‌های هند و آرام دارد.